# The History Press
The History Press è una casa editrice britannica specializzata nella pubblicazione di titoli dedicati alla storia locale e specialistica. Afferma di essere il più grande editore indipendente del Regno Unito in questo campo, pubblicando circa 300 libri all'anno e con una catalogo di oltre 12.000 titoli.
Creata nel dicembre 2007, The History Press ha integrato al suo interno elementi fondamentali di NPI Media Group, inclusi tutti i titoli pubblicati esistenti, oltre a tutti i futuri contratti e diritti di pubblicazione in essi contenuti. Altri marchi del gruppo sono Phillimore, Pitkin Publishing, Spellmount, Stadia, Sutton Publishing, Tempus Publishing e Nonsuch.

## Storia
Le radici del patrimonio editoriale di The History Press possono essere fatte risalire al 1897, quando William Phillimore fondò un'attività editoriale che porta ancora il suo nome, tuttavia la società stessa si è evoluta dalla fusione di più case editrici più piccole nel 2007 che facevano parte del NPI Media Group. Il componente più grande del NPI Media Group era Tempus Publishing, fondato da Alan Sutton nel 1993.
I primi anni di Tempus Publishing furono dedicati alla produzione di titoli di storia locale, principalmente libri di vecchie fotografie che ritraggono città e villaggi in tutto il Regno Unito. Tempus Publishing in seguito ha aperto uffici sia negli Stati Uniti che in Europa, anche se questi non sono più utilizzati oggi da The History Press.
Durante gli anni '90, l'elenco si è diversificato in una serie di direzioni. Tempus Publishing ha prodotto i suoi primi libri di archeologia, oltre a libri su argomenti di storia più generali. L'organizzazione divenne un importante editore di materiale di trasporto, compresa la storia marittima.
La storia locale è rimasta il fondamento di Tempus Publishing con (al momento della fusione in The History Press) oltre 1500 titoli ora pubblicati. Tempus Publishing ha cessato le attività nel 2007 contemporaneamente alla formazione di The History Press e da allora in poi è diventata un marchio.
THP Ireland è la pluripremiata etichetta irlandese di The History Press Group. Con sede a Dublino, pubblica una vasta gamma di libri tra cui storia, attualità, biografia, fotografia e narrativa storica.

## Uffici

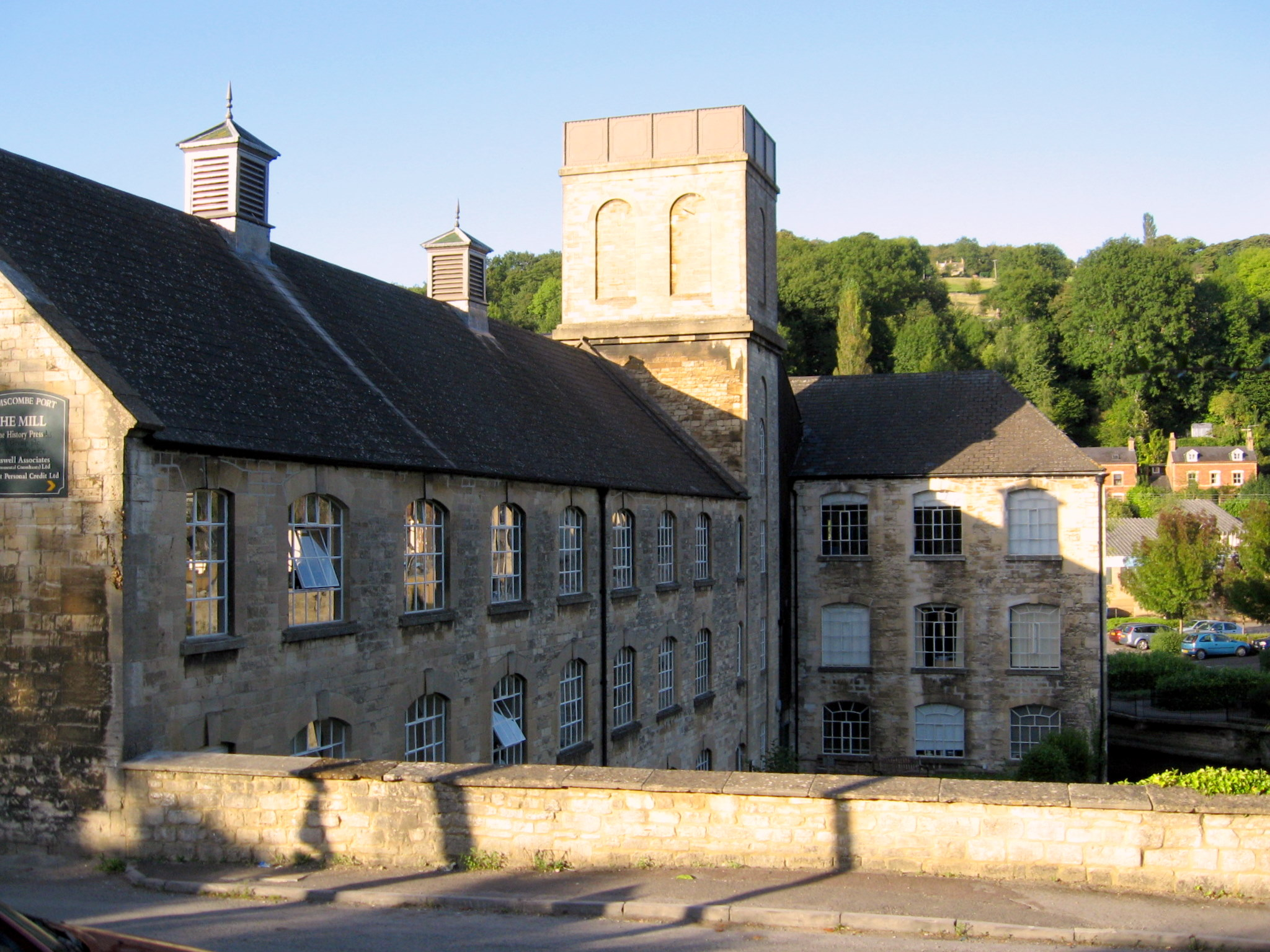
Port Mill, Brimscombe

Fino al 2019 The History Press aveva sede a The Mill, Brimscombe Port, vicino a Stroud nel Gloucestershire, per poi trasferirsi nel centro di Cheltenham. La loro sede principale è al 97 di St. George's Place, Cheltenham, GL50 3QB.

## Cataloghi
I generi principali offerti da The History Press possono essere suddivisi nelle seguenti categorie: archeologia, arte, biografia, storia del crimine, genealogia, storia generale (antica e medievale fino a quella moderna), storia locale (suddivisa in regioni), Storia militare, guide del National Trust, storia reale, storia sociale, sport, storia dei trasporti (tra cui aviazione, ferrovia, mare e automobilismo) e libri regalo. Il marchio Mystery Press ospita i libri di narrativa poliziesca storica di The History Press.